# Huey Lewis
Huey Lewis (nacido como Hugh Anthony Cregg III; Nueva York, 5 de julio de 1950) es un músico y cantante estadounidense. Es el cantante líder y además toca la armónica en Huey Lewis & The News, un grupo de rock de San Francisco, California, que fue popular durante los ochenta y que llegó al estrellato gracias a la primera película de la trilogía Back to the Future. También estuvo con la banda Clover de 1972 a 1979.

## Biografía

### Primeros años
Huey creció en Marin County, California. En 1967, se preparó en la Lawrenceville School, Huey solicitó plaza y fue aceptado por la Universidad Cornell en Ithaca (Nueva York), pero por consejo de su padre pospuso su ingreso y se fue a Europa. Viajó por el continente haciendo autoestop y en medio de ello aprendió a tocar la armónica.
A su regreso a Estados Unidos, Huey entró a la Universidad en el programa de ingeniería. Hizo amistad allí con Lance y Larry Hoppen, que después tocarían con Orleans y King Harvest. Huey pronto perdió interés por los estudios y se unió a un grupo llamado Slippery Elm, y en diciembre de 1969 dejó la universidad y volvió a San Francisco.

### Clover
En el año 1971, Huey se unió a Clover. Por esta época se cambió el nombre a Huey Lewis. El Lewis es por un novio de su madre Magda Cregg, el poeta de la generación Beat Lew (is) Welch, a quien el consideraba su padrastro. Sean Hopper se unió al grupo en 1972 - otros miembros de la banda eran John McFee, Alex Call, John Ciambotti, Mitch Howie, Mickey Shine y Marcus David. Huey tocaba la armónica en la banda y solo cantaba en unas pocas canciones. La banda rival de Clover (una rivalidad amistosa) era Soundhole (Johnny Colla, Mario Cipollina y Bill Gibson eran algunos de sus miembros).
Por el año de 1976, después de estar tocando en el área de San Francisco con un éxito limitado, Clover viajó a Los Ángeles - Allí tuvieron su momento cumbre cuando en una presentación en un club fueron vistos por Nick Lowe quien los convenció para viajar a Gran Bretaña con él. Pero Clover no tuvo éxito en territorio británico ya que llegaron justo cuando su sonido folk-rock dejaba paso al punk rock. Grabaron dos discos para el sello Phonogram producidos por Robert John "Mutt" Lange y los dos fracasaron.
Mientras Huey se tomaba unas vacaciones, el resto de Clover hizo de banda de apoyo para Elvis Costello en su disco début My Aim is True. El grupo volvió a California, McFee se unió a los Doobie Brothers y Clover se acabó.

### The News
Cuando llegó el año 1978 Huey tocaba en un club llamado Uncle Charlie's, en Corte Madera, California con futuros miembros de the News. Después de grabar 'Exo-Disco' (una versión disco del tema de la película Exodus), Huey obtuvo un contrato de Phonogram Records y Bob Brown se convirtió en su mánager. Huey Lewis y American Express se formó en 1979, con la misma formación de the News - tocaron algunas veces incluso fueron teloneros de Van Morrison), pero por consejo de Brown cambiaron a Huey Lewis and the News.
Después de un fallido début llamado igual que el grupo en 1980, llegaron al Top 40 con el álbum Picture This (1982) llegando al puesto 13 de las listas de álbumes gracias a la canción producida por Mutt Lange llamada "Do You Believe In Love" que llegó al puesto 7, convirtiéndose en su primer éxito.

### Fama Mundial

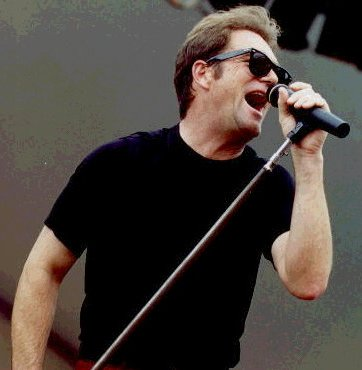
Huey Lewis.

El tercer disco llamado Sports (1983), llegó al número 1 en las listas de álbumes y se convirtió en uno de los discos más vendidos de la historia con más de 10 millones de copias solo en Estados Unidos de acuerdo al especial de la banda presentado en VH1. Este fue seguido por otro super ventas multiplatino llamado Fore! (1986).
El grupo pasó el resto de los ochenta y comienzos de los noventa acumulando una impresionante cadena de 14 éxitos en el Top 20 de Billboard y lanzando dos álbumes Small World (1988) puesto 11 en listas y Hard At Play (1991) puesto 27 en listas.
Por la época que el grupo lanzó un abum de versiones de antiguas canciones, que fue aclamado por la crítica llamado Four Chords & Several Years Ago (1994) puesto 55 en listas, el bajo perfil que decidieron adoptar así como la poca promoción del sello Elektra les llevó a perder todo su atractivo en las listas del Top 40 manteniéndose como un gran espectáculo en vivo y con éxitos ocasionales en listas de Adulto Contemporáneo. Además de su actividad con el grupo, Huey también escribe o coescribe muchas de sus canciones. Fuera del rango musical sus intereses incluyen el golf, el béisbol, pescar y los carros de carreras.
Huey ha aparecido en varias películas de cine. La primera vez fue un cameo en Back to the Future (1985), para la cual el grupo hizo dos canciones, incluyendo el éxito "The Power Of Love." La segunda aparición de Huey en el cine fue en Short Cuts (1993). También aparece en los primeros minutos de Sphere (1998) como piloto de helicóptero.
Tuvo un papel más largo en Shadow of a Doubt (1998) de la cadena de cable Showtime y un papel sin créditos en Dead Husbands (1998) como el marido muerto durante los créditos iniciales.En 2021 apareció en un capítulo de The Blacklist cumpliendo el último deseo del personaje de Glemm cuyo intérprete falleció por virus del Nilo
Duets (2000) ha sido su mayor actuación en una película de alto perfil. En esta, interpretaba al padre de Gwyneth Paltrow, Ricky Dean, un busca vidas del Karaoke. La banda sonora incluía la canción "Cruisin'" (un clásico de Smokey Robinson) a dúo con Paltrow. Al no publicarse como un sencillo la canción solo llegó al tope de las listas de Adulto Contemporáneo. Después apareció en una producción llamada ".com for Murder", protagonizada por Nastassja Kinski.

## Vida personal
Huey está casado y vive en Ross, California, tiene dos hijos - Kelly nacida en 1983 y Austin en 1985.

## Discografía

### Álbumes de estudio
| Año  | Álbum                           | Posición en listas | Posición en listas | Posición en listas | RIAA             |
| Año  | Álbum                           | US                 | CAN                | UK                 | RIAA             |
| ---- | ------------------------------- | ------------------ | ------------------ | ------------------ | ---------------- |
| 1980 | Huey Lewis and the News         |                    |                    |                    |                  |
| 1982 | Picture This                    | 13                 |                    |                    | Oro              |
| 1983 | Sports                          | 1                  | 3                  | 23                 | 7× Multi-Platino |
| 1986 | Fore!                           | 1                  | 1                  | 8                  | 3× Multi-Platino |
| 1988 | Small World                     | 11                 | 7                  | 12                 | Platino          |
| 1991 | Hard at Play                    | 27                 | 20                 | 39                 | Oro              |
| 1994 | Four Chords & Several Years Ago | 55                 |                    | 42                 |                  |
| 2001 | Plan B                          | 165                |                    |                    |                  |
| 2010 | Soulsville                      |                    |                    |                    |                  |

### Compilaciones y en vivo
| Año  | Álbum                                                          | Posición en lista | Posición en lista |
| Año  | Álbum                                                          | US                | UK                |
| ---- | -------------------------------------------------------------- | ----------------- | ----------------- |
| 1992 | The Heart of Rock & Roll - The Best of Huey Lewis and The News |                   | 23                |
| 1996 | Time Flies... The Best of Huey Lewis And The News              | 185               |                   |
| 2005 | Live at 25                                                     |                   |                   |
| 2006 | Greatest Hits                                                  | 70                |                   |

### Bandas sonoras
| Año  | Álbum              | Posición en listas | Posición en listas | RIAA |
| Año  | Álbum              | US                 | US Soundtrack      | RIAA |
| ---- | ------------------ | ------------------ | ------------------ | ---- |
| 1985 | Back to the Future | 12                 |                    | Oro  |
| 2008 | Pineapple Express  |                    | 21                 |      |

## Sencillos
- "Do You Believe In Love" (1982) #7 US
- "Hope You Love Me Like You Say You Do" (1982) #36 US
- "Workin' For A Livin'" (1982) #41 US
- "Heart And Soul" (1983) #8 US
- "I Want A New Drug" (1984) #6 US
- "The Heart Of Rock 'N Roll" (1984) #6 US
- "If This Is It" (1984) #6 US
- "Walking On A Thin Line" (1984) #18 US
- "The Power Of Love" (1985) #1 US - 2 semanas
- "Back In Time" (1985) #3 US Mainstream Rock
- "Stuck With You" (1986) #1 US - 3 semanas
- "Hip To Be Square" (1986) #3 US
- "Jacob's Ladder" (1987) #1 US - 1 semana
- "I Know What I Like" (1987) #9 US
- "Doin' It (All For My Baby)" (1987) #6 US
- "Perfect World" (1988) #3 US
- "Small World" (1988) #25 US
- "Give Me The Keys" (1989) #47 US
- "Couple Days Off" (1991) #11 US
- "It Hit Me Like A Hammer" (1991) #21 US
- "It's Alright"(a capela) (1993) #6 US Adulto Contemporáneo
- "Some Kind Of Wonderful" (1994) #44 US
- "But It's Alright" (1994) #54 US
- "100 Years From Now" (1996) #10 US Adulto Contemporáneo
- "Cruisin'" Huey Lewis & Gwenyth Paltrow (2000) #1 US Adulto Contemporáneo

## Hechos interesantes
- Sports es aún uno de los discos más vendidos, con una cifra no oficial de 10 millones de copias vendidas en los Estados Unidos.
- Huey Lewis and the News han vendido entre 30 y 40 millones de álbumes a nivel mundial.
- Ha ganado 30 Californian Awards.
- Ha sido comparado con Elvis Costello, pero Huey tiene un sentido del humor mucho más cínico y amargo.
- La canción "Power of Love" fue nominada a un Óscar de la Academia.
- Ganó un juicio a Ray Parker Jr. por similitudes entre la canción de la película Ghostbusters y "I Want A New Drug".
- Sus padres se divorciaron cuando él tenía 13 años.
- Huey Lewis toca la armónica en la canción "Baby Drives Me Crazy" de Thin Lizzy, del álbum en vivo Live and Dangerous.
- Actualmente el grupo hace alrededor de 100 presentaciones al año.
- En la película Borat, el protagonista (Borat) muestra una foto de su hijo mayor desnudo, y menciona que puso al mismo el nombre de HooeyLewis (algo así como una deformación de Huey Lewis).
- Apareció en una escena, como cameo, de la primera película de Back to the Future como profesor y encargado de escoger la canción de fin de curso, que niega a Michael J. Fox, en el papel de Marty McFly, el tocar la canción, un poco modificada, de The Power of Love.
- Aparece en la serie The Blacklist actuando como él mismo, en el sexto episodio de la octava temporada, titulado "La compañía Wellstone" y emitido el 12 de febrero de 2021.